# Березовский, Юрий Александрович
Ю́рий Алекса́ндрович Березо́вский (род. 25.05.1959, г. Тула) советский и российский художник, живописец. Член-корреспондент РАХ (2005). Академик Российской академии художеств (Отделение дизайна, 2013)

## Биография
Родился 25 мая 1959 года в Туле.
Окончил Тульский политехнический институт, инженер (1983).
С 1995 по 2003 годы работал в Государственном мемориальном и природном заповеднике «Музей—усадьба Л. Н. Толстого „Ясная Поляна“». Принимал участие в комплексной реставрации объектов Музея и его филиалов в городе Тула: деревне Пирогово, доме Л. Н. Толстого, доме Волконского, флигеле Кузьминских, Голубом павильоне, конюшни и хозяйственного двора.
Принимал участие в проекте Московской железной дороги по реконструкции железнодорожной станции «Козлова Засека».
С 2010 по 2019 годы работал в аппарате Президиума РАХ в должностях заместителя и начальника Управления капитального строительства, заместителя директора «Дирекции по эксплуатации зданий и финансово-хозяйственному обеспечению» в Санкт-Петербурге, вице-президента Российской академии художеств.
Наряду с другими обязанностями занимался организацией строительства новых зданий Московского государственного академического художественного института им. В. И. Сурикова (Москва), реконструкцией и реставрацией Музейно—выставочного комплекса на Гоголевском бульваре, 10 (Москва), главного здания Института имени И. Е. Репина на Университетской набережной, 17 (Санкт-Петербург).
Государственные наградыПочётная грамота Президента Российской Федерации (2017)
Награды РАХ
- Медаль «Достойному» (2014),
- Орден «За служение искусству» II степени (2017),
- Медаль «За заслуги перед Академией» (2019),
- благодарности Российской академии художеств.